# Klein & Quenzer
Die Klein und Quenzer AG wurde am 2. Januar 1904 von Robert Klein und Alfred Quenzer in Idar-Oberstein gegründet, und war, neben dem Berliner Unternehmen C. E. Juncker, der Hauptproduzent der militärischen Orden und Auszeichnungen Deutschlands des Ersten und Zweiten Weltkrieges.

## Unternehmensgeschichte
Das Unternehmen war zuerst als ein Engroshandelsunternehmen konzipiert, wurde allerdings schon 1906 in einen Fabrikationsbetrieb für Uhrenketten und Damenschmuck umgebildet. August 1912 expandierte das Unternehmen aufgrund wachsenden Geschäftserfolges und bezog mit 80 Beschäftigten ein Fabrikgebäude in der Nahestraße in Idar-Oberstein. Bis zum Ausbruch des Ersten Weltkrieges war es vorwiegend im Exportgeschäft tätig.
Nach Kriegsbeginn kam die Produktion infolge der ausgegebenen Verordnung Gold gab ich für Eisen zum Stocken und musste notgedrungen auf Ersatzmetalle umgestellt werden, um die Versorgung Deutschlands und neutraler Staaten gewährleisten zu können. Als Ausgleich für das kriegsbedingt ausgefallene Außenhandelsgeschäft mit Staaten wie den USA usw. stellte sich das Unternehmen auf die Fertigung von Orden und Ehrenzeichen um und fertigte bis zum Ende des Ersten Weltkrieges fast eine Million Eiserner Kreuze 2. Klasse 1914.
1918 verstarb Mitgründer Alfred Quenzer. Nach dem verlorenen Krieg versuchte das Unternehmen wieder in den internationalen Schmuckhandel einzusteigen, was wegen allgemeiner Rohstoffknappheit, Inflation und wirtschaftlicher Depression Deutschlands in der Zwischenkriegszeit zwar schleppend, aber dann doch gelang und die Expansion weitertreiben konnte. Das  Unternehmen passte sich der wirtschaftlichen Situation an und stellte seine Produktion vollkommen auf Modeschmuck aus unedlen Metallen um. Im Jahr 1928 wurde die Rechtsform des Unternehmens in eine Aktiengesellschaft umgewandelt und eine neue Fabrik für 300 Arbeiter errichtet. Die Aktien befanden sich zunächst ausschließlich in Händen des noch lebenden Gründers Herrmann Klein und der Kollmar & Jourdan AG aus Pforzheim.
Durch die Politik des aufkommenden Nazi-Regimes verlor das Unternehmen erneut seine Auslandsmärkte, übernahm aber als Ersatz 1938 die Berliner Record Metallwaren GmbH, die Reißverschlüsse herstellte, und überführte diese 1939 ebenfalls nach Idar-Oberstein. Dieser Zweig musste kurz darauf infolge der Kriegsbewirtschaftungsmaßnahmen zwangsweise stillgelegt werden. 1940 verstarb Herrmann Klein und die Unternehmensleitung wechselte in die Hände der Direktoren Robert Stein und Alfons Schmidt († 1953). Während des Zweiten Weltkrieges übernahm das Unternehmen die Hauptproduktion von Orden und Ehrenzeichen, Koppelschlössern für das Heer und Militäreffekten.
Nach dem Krieg musste das während der Kriegsjahre vollkommen zum Erliegen gekommene Schmuckgeschäft wieder einmal mühsam aufgebaut werden, was zusätzlich dadurch erschwert wurde, dass das Betriebsgebäude durch zwei Bombentreffer erheblich zerstört worden war. 1952 stellte das Unternehmen seine Produktion wieder auf Modeschmuck um. Am 1. Januar 1959 übernahm Rolf-Robert Klein, Sohn von Gründer Robert Klein, die Aktienmehrheit. In den 70er Jahren verlegte Klein und Quenzer ihre Produktionsstätte aus Idar-Oberstein heraus und besteht heute unter einer anderen Firma.

## Liste der hergestellten Orden und Auszeichnungen
Folgende Orden und Auszeichnungen wurden bei Klein und Quenzer hergestellt und mit der LDO-Herstellernummer "65" und der Lizenznummer "L/26" gekennzeichnet:
- Verwundetenabzeichen (Schwarz, Silber, Gold)
- Medaille Winterschlacht im Osten
- Medaille für Kriegsverdienst
- Kriegsverdienstkreuz 1. und 2. Klasse mit und ohne Schwerter
- Eisernes Kreuz 1. und 2. Klasse
- Medaille 1. Oktober 1938
- Deutsches Schutzwall-Ehrenzeichen
- Treuedienstehrenzeichen in Silber
- Ritterkreuz des Eisernen Kreuzes 1939